# Bassarona labotas
Bassarona labotas es una especie de  Lepidoptera de la familia Nymphalidae,  subfamilia Limenitidinae, tribu Adoliadini.

## Subespecies
- Bassarona labotas labotas
- Bassarona labotas pelengensis

## Localización
Esta especie de Lepidoptera se encuentra localizada en la isla de Célebes (Indonesia). 